# Eurre
 Eurre  là một xã thuộc tỉnh Drôme trong vùng Auvergne-Rhône-Alpes đông nam nước Pháp. Xã Eurre nằm ở khu vực có độ cao từ 149-415 mét trên mực nước biển.